# Postal 2
Postal 2 — відеогра-шутер від першої особи 2003 року, розроблена компанією Running with Scissors і видана Whiptail Interactive. Це продовження гри Postal 1997 року, видане для Microsoft Windows у квітні 2003 року, macOS у квітні 2004 року і Linux у квітні 2005 року. Postal 2, як і її попередниця, отримала погану славу через високий рівень насильства, але, на відміну від неї, містить багато чорного гумору. Postal 2 грається від першої особи, а не в ізометричній проєкції. Це перша гра в серії з відкритим світом.
Дія Postal 2 розгортається у вигаданому містечку Парадайз в Аризоні і розповідає про життя Поштового Чувака, який повинен виконувати рутинні завдання протягом ігрового тижня, а гравець сам вирішує, наскільки агресивно чи пасивно він буде реагувати на різні ситуації.
Гра отримала змішаний прийом від критиків, але здобула культовий статус. До неї вийшло кілька доповнень, а в грудні 2003 року було випущено багатокористувацьке доповнення під назвою Postal 2: Share the Pain (Postal 2: Поділись болем). Postal 2 постійно оновлюється, а у квітні 2015 року вийшло нове доповнення під назвою Paraside Lost.
Гра привернула увагу своїм жорстоким геймплеєм і стала причиною численних суперечок. За нею вийшло продовження, Postal III, у грудні 2011 року, і ще одне, Postal 4: No Regerts, у квітні 2022 року.

## Ігровий процес
У Postal 2 гравець бере на себе роль Поштового Чувака, високого і худорлявого рудого чоловіка з борідкою, в сонцезахисних окулярах, чорному шкіряному тренчі та футболці з обличчям сірого прибульця. Поштовий Чувак живе в напівзруйнованому причепі на колесах на землі за будинком у маленькому містечку Парадайз, штат Аризона, зі своєю вередливою дружиною, яку ніколи не видно в кадрі, а в титрах її називають просто Сукою. Рівні гри розподілені за днями тижня, починаючи з понеділка і закінчуючи п'ятницею.
На початку кожного дня Поштовий Чувак отримує кілька завдань, таких як купити молока, висповідатися у гріхах та інші, здавалося б, буденні завдання. Мета Postal 2 — виконати всі завдання протягом тижня, і гравець може виконувати ці завдання у будь-який спосіб: як мирно і цивілізовано, так і жорстоко і хаотично, наскільки це можливо. Більшість завдань можна, хоча іноді й важко, виконати, не вступаючи в бій, або, принаймні, не завдаючи шкоди чи не вбиваючи інших персонажів, про що свідчить слоган гри: «Пам'ятайте, вона настільки жорстока, наскільки ви жорстокі!» Щоденні завдання можна виконувати в будь-якому порядку, який забажає гравець, і в грі також є одне завдання, яке активується лише тоді, коли Поштовий Чувак мочиться, в якому гравцеві потрібно пройти лікування від гонореї після того, як Поштовий Чувак дізнається, що він інфікований.
Протягом гри Поштовий Чувак повинен миритися з постійними провокаціями з боку інших персонажів. Йому показують непристойні жести, його грабують, на нього нападають різні групи фанатиків тощо.
Одна з головних концепцій Postal 2 полягає в тому, що вона має бути «живим світом», симуляцією пересічного міста, де ігрові персонажі живуть своїм життям, незалежно від дій Чувака. В місті багато автомобілів, але в них не можна їздити, хоча їх можна підірвати. Тварин можна застрелити або підпалити чи роздратувати, щоб вони нападали на навколишніх. Особливістю гри є можливість підбирати котів як предмет інвентарю. При їх використанні Поштовий Чувак засовує ствол наявної в нього зброї в пряму кишку кота (котів можна використовувати лише з дробовиком або штурмовою гвинтівкою) як глушник. При кожному пострілі кіт нявкає у видимій агонії, і постріл глушиться. Після дев'яти пострілів у кота закінчується життя, і він відлітає з кінця зброї. Більшість собак здатні подружитися з Чуваком, якщо він постійно годує їх собачим печивом або будь-якою іншою їжею (піца, пончики, фаст-фуд). Після того, як собака завоює лояльність, він нападе на будь-кого, хто нападе на Чувака, або, навпаки, на будь-кого, на кого нападе Чувак. Собаки також переслідуватимуть і вбиватимуть котів, гратимуть у «принеси» з інвентарем Чувака та відрізаними головами.
У грі також є епізодична роль Гері Коулмана, який виступає в ролі самого себе, і з'являється на початку гри як мета одного із завдань (поїздка в місцевий торговий центр, щоб отримати автограф Гері). Гравець може вибрати: битися і вбити Коулмена або просто мирно отримати автограф (вистоявши довгу чергу). Чувак двічі помилково вважає, що Коулман знімався у фільмах «Що відбувається!!!» та «Факти життя», хоча насправді він грав у фільмі «Різні штрихи». Незалежно від дій Чувака, поліція штурмує будівлю, намагаючись заарештувати Гері Коулмана, і починається перестрілка, яка незмінно призводить до смерті Коулмана, з допомогою гравця або без нього. Пізніше в грі його також можна побачити в поліцейській дільниці, коли гравець тікає з камери, він також звільняє всіх інших, включаючи Коулмана, якого можна побачити в бігу поруч з талісманом Кротчі. Коулман, очевидно, вижив, оскільки його можна побачити в доповненні Apocalypse Weekend, перев'язаним у лікарні (різні злісні клони Гері Коулмана також слугують повторюваними ворогами під час постійних галюцинацій Поштового Чувака).

## Сюжет
Понеділок. Чувак живе в занедбаному фургоні на околиці містечка Парадайз, штат Аризона, зі своєю настирливою дружиною, яку ніколи не видно в кадрі. Дружина посилає Чувака за покупками, але вже з самого початку день не вдається: на нього мочиться собака, авто не заводиться, а в крамниці та в банку стоїть довга черга. Чувак може зробити все чесно, а може піти з крамниці, не заплативши, та пограбувати банк, в який вриваються інші грабіжники. Наприкінці понеділка він пояснює дружині як його звільнили з роботи.
Вівторок. Чувак повинен повернути книгу дружини до бібліотеки (під якої протестують екоактивісти, закликаючи палити книги для збереження дерев), взяти автограф у відомого письменника, зібрати підписи під петицією, щоб примусити сенаторів грати у жорстокі відеоігри, та висповідатися. Він може викинути чи спалити книгу, вбити когось, хто має автограф, і привласнити його собі, та встряти в перестрілку між священниками та ісламськими терористами. Вдома дружина хоче продати автограф на eBay.
Середа. Цього дня Чуваку потрібно знайти різдвяну ялинку (при тому, що зараз липень), проголосувати й помститися своєму батькові, помочившись на його могилу. Після відвідання могили Чувака приголомшують і викрадають двоє реднеків і йому доводиться шукати собі новий одяг. Дружина запитує Чувака про ялинку та голосування. Той лише хоче пива.
Четвер. Потрібно добути напалм, іграшку в вигляді місцевого маскота Кротчі, стейки, та сплатити штраф. Напалм схований на заводі, що вибухає, бо на прилад наблював робітник. Стейки, як виявляється, роблять із людей. А Кротчі — персонаж, схожий на пеніс, лишився один на складі.
П'ятниця. Завданнями є сходити на день народження свого дядька-сектанта Дейва, відвідати лікарню, щоб вилікувати гонорею, взяти електрогенератор для авто зі звалища і забрати посилку, що вибухає. Потім раптово настає апокаліпсис, із неба починають падати коти, і майже всі в місті озброюються до зубів, на вулицях починаються перестрілки. Попри це, Чувак повертається додому до свого трейлера, де вступає в суперечку з дружиною, яка вимагає від Чувака гравійну доріжку, яку він забув купити. Лунає постріл і починаються титри.

## Реліз
Postal 2 була першим релізом видавництва Whiptail Interactive, що базується в Західному Честері, штат Пенсильванія. Гру було запущено у виробництво на початку квітня 2003 року, а пізніше того ж місяця її було відправлено до Північної Америки та Європи.

## Доповнення
Share the Pain
Оновлене видання гри під назвою Postal 2: Share the Pain включало багатокористувацький режим. Версії Postal 2 для Macintosh та Linux постачалися лише як Postal 2: Share the Pain.
Share the Pain отримало середню оцінку 59 балів зі 100 на основі 10 рецензій на сайті-агрегаторі рецензій Metacritic, що означає «змішані або посередні рецензії».
Apocalypse Weekend
Postal 2: Apocalypse Weekend — це доповнення до Postal 2, випущене компанією Running with Scissors 31 травня 2005 року для Microsoft Windows і 28 вересня 2005 року для версій для Mac OS X і Linux. Apocalypse Weekend розширює межі Парадайзу новими мапами та місіями, що відбуваються в суботу та неділю, додає нову зброю та ворогів, а також підіймає рівень крові та насильства на ще вищий щабель. Пізніше його було включено до компіляцій Postal Fudge Pack та Postal X: 10th Anniversary разом з Share the Pain та кількома фанатськими модифікаціями, зокрема A Week in Paradise, який дозволяє використовувати контент з Apocalypse Weekend в оригінальній грі, а також дозволяє проходити рівні доповнення як частину оригінальної п'ятиденної кампанії.
Apocalypse Weekend починається в суботу вранці, коли Поштовий Чувак прокидається в лікарні з перев'язаною головою від майже смертельного вогнепального поранення. Хоча кінцівка Postal 2 залишає неясною, чи Чувак застрелив свою дружину, чи це дружина застрелила його, після того, як він прокидається в лікарні, він знаходить листівку від дружини, в якій вона пише, що йде від нього. Пізніше на офіційному сайті з'явилася інформація, що Чувак застрелився через те, що його дружина набридала йому. Кінцева мета Чувака — повернути свій трейлер і свого пса Чампа, і з цією метою він тікає з лікарні.
За винятком зомбі, які з'являються пізніше в грі, здається, що божевілля, зображене наприкінці п'ятниці в попередній грі, вичерпалося. Чувак проходить кілька місій, серед яких завдання від його колишніх роботодавців, «Біг з ножицями», зустрічі з коров'ячими зомбі з синдромом Туретта, а також протистояння з терористами і військовими. Періодично через поранення в голову Чувак потрапляє в потойбічне царство, де на нього нападають клони Гері Коулмена. Протягом вихідних Чувак відбивається від орд зомбі, талібів і Національної гвардії, поки нарешті не стикається з зомбованим Майком Джаретом, співробітником «Бігуна з ножицями». Знищивши його, Чувак покидає Парадайз у своїй машині з собакою та причепом, а місто вибухає від величезної ядерної боєголовки, яку він «позичив», щоб знищити конкуруючу компанію, що займається розробкою та видавництвом відеоігор. Останніми словами Чувака у грі є «Я ні про що не шкодую».
Хоча ігровий процес схожий на Postal 2, Apocalypse Weekend не такий відкритий. Ігровий процес лінійніший, гравець здебільшого змушений йти певним шляхом, щоб завершити гру, що є типовим для більшості шутерів від першої особи. Крім того, гравець не може грати як пацифіст і змушений вбивати тварин і зомбі, щоб просуватися в грі. На відміну від основної гри, Apocalypse Weekend також включає кілька зустрічей з босами-монстрами. Всі звичайні коти також замінені на котів-вихорів, які крутяться подібно до Тасманійського Диявола з Looney Tunes, нападаючи на будь-якого персонажа поблизу, коли збуджуються. Котів-вихорів також можна збирати і, на додаток до глушіння зброї, кидати в NPC, щоб атакувати їх.
Apocalypse Weekend отримало середню оцінку 45 з 100 на основі 4 відгуків на Metacritic, що свідчить про «загалом несприятливі відгуки».
Corkscrew Rules!
Postal 2: Штопор жот! — офіційний спін-оф і розширення до Postal 2, розроблене компанією Avalon Style Entertainment, і випущене у 2005 році російською компанією Акелла. Сюжет гри розповідає про чоловіка на ім'я Штопор (рос. Штопор), який, прокинувшись, виявляє, що його пеніс якимось чином ампутований, і вирушає на місію з його пошуку. Гра вийшла лише в Росії та Японії (під назвою «ポスタル2 ロシアより愛をこめて», що перекладається як «З Росії з любов'ю»). 2017 року англійська версія гри стала доступною безкоштовно через Steam Workshop.
Paradise Lost
Postal 2: Paradise Lost — завантажуваний контент-пак для Postal 2, анонсований для Steam на E3 2014 з тизер-трейлером. Він вийшов 14 квітня 2015 року.
Події Paradise Lost відбуваються через 11 років після Apocalypse Weekend, Поштовий Чувак прокидається після 11-річної радіоактивної коми (стільки ж часу пройшло між виходом Postal 2 і Paradise Lost), але виявляє, що його собака Чемп зник, і йому доводиться повернутися в рідне місто Парадайз, яке тепер перетворилося на постапокаліптичну пустку. Paradise Lost також відсилає до Postal III, оскільки з'ясувалося, що події цієї гри були лише кошмаром, який наснився Поштовому Чуваку під час його коми.
Повернувшись до Раю, Чувак об'єднується з фракціями, з якими він зустрічався в попередніх іграх, включаючи RWS, Аль-Каїду та Кошерних зомбі з синдромом Туретта. Вони намагаються допомогти йому знайти Чемпа. Наприкінці гри Чуваку доводиться потрапити в пекло і битися з Чемпом і його тепер уже колишньою дружиною, яка перетворилася на демона. Повернувшись на Землю, він дізнається, що всі фракції розпочали війну, і постає перед вибором: повернутися до кожної фракції і перемогти її лідера або покинути місто. Зрештою, він і Чемп залишають Парадайз востаннє.
У Paradise Lost діють різні персонажі, засновані на реальних людях, зокрема колишній дитячий актор Гері Коулман, який повернувся з Postal 2, а також канадський актор Зак Ворд, який раніше зображав Поштового Чувака у фільмі «Постал» 2007 року. Колишній технічний журналіст і медіа-персонаж Майло Яннопулос також зіграв менш помітну роль у грі як NPC, якого можна знайти в клубі Fire in the Hole, починаючи з четверга. Усіх трьох персонажів зіграли їхні реальні колеги — діалог Коулмана був перероблений з Postal 2 через його смерть п'ятьма роками раніше.

## Збірники
13 листопада 2006 року RWS випустила компіляцію Postal — Classic and Uncut, Postal 2: Share the Pain, Apocalypse Weekend, A Week in Paradise і Eternal Damnation, разом з додатковим контентом (мобільна гра Postal Babes і відеокліпи з «підлоги їхньої монтажної кімнати») у вигляді Postal Fudge Pack на 3-сторонньому гібридному DVD для Windows, Linux і Mac. Останні копії Fudge Pack також містять ключ для Steam для Postal, Postal 2 Complete і Postal III.
Видання Postal X: 10th Anniversary містить весь контент з Postal: Fudge Pack, а також представляє новий контент, такий як коробка з пластівцями, A Very Postal Christmas, Music to Go Postal By, а також прев'ю до Postal III і фільму «Постал».
Postal 2 Complete — це онлайн-компіляція, що містить Postal 2: Share the Pain та її розширення Apocalypse Weekend, яка доступна на платформі Desura для Linux, Mac і Windows та на GOG для Windows. Версія для Linux, доступна на Desura, була оновлена для виходу на платформі цифрової дистрибуції. 2 листопада 2012 року збірка стала доступною у Steam, після того, як спільнота успішно отримала «зелене світло».
У листопаді 2017 року видавництво Running with Scissors випустило Postal XX: 20th Anniversary, збірку всіх ігор серії Postal (включно з Postal III) та фільм «Постал».

## Модифікації
Eternal Damnation
Postal 2: Eternal Damnation — це повна переробка гри Postal 2 від Resurrection Studios, яка вийшла у вільному доступі у 2005 році, а роком пізніше — у складі Postal Fudge Pack. Сюжет гри розповідає про чоловіка на ім'я Джон Мюррей, який потрапив до психіатричної лікарні після того, як убив людину, що намагалася заподіяти шкоду його дівчині. Мюррей також з'являвся в Postal 2: Paradise Lose як великодка.

## Сприйняття
| Агрегатор  | Оцінка |
| ---------- | ------ |
| Metacritic | 50/100 |

| Видання        | Оцінка |
| -------------- | ------ |
| Eurogamer      | 3/10   |
| Game Informer  | 7.5/10 |
| GameSpot       | 4.8/10 |
| IGN            | 5.5/10 |
| PC Gamer (США) | 79/100 |

Postal 2 отримала змішані та середні відгуки за версією сайту-агрегатора рецензій Metacritic. Деякі з найкращих рецензій на гру надійшли від PC Gamer та Game Informer. З іншого боку, GMR та Computer Gaming World (CGW) поставили Postal 2 нульову оцінку, причому CGW висміював Postal 2 як «найгірший продукт, який коли-небудь нав'язували споживачам». У відповідь на це негативні цитати з рецензії Computer Gaming World були гордо розміщені на обкладинці збірника Postal Fudge Pack. Журналіст CNN Марк Зальцман написав, що гра була «більш образливою, ніж веселою», і зробив висновок, що «вона просто заходить занадто далеко, занадто часто, і мало що пропонує».
GameSpot розкритикував час завантаження, графіку та геймплей гри, а кров назвали «напрочуд приглушеною» у порівнянні з сучасними іграми, такими як Soldier of Fortune II: Double Helix. У посередньому огляді для IGN автор Іван Суліч не схвалив грубий і дитячий гумор гри, а сетинг Парадайзу відкинув як м'який. Eurogamer аналогічним чином розкритикував гру за незрілість. Іван Діз з IGN каже, що Поштовий Чувак має хворий розум, коли посилається на джерело деяких доручень, які він повинен виконати. Макдональд і Роша з Canada.com описують Поштового Чувака як людину, чий сенс існування полягає в тому, щоб «усунути будь-кого — чоловіка, жінку і дитину — за допомогою запаморочливого арсеналу зброї», але в той же час як «незрозумілу і вигнану людину, яка мстить світові, вбиваючи його».
Щодо своїх поглядів на цю тему, розробник Linux і Macintosh Раян К. Гордон, який портував гру на ці платформи, заявив, що він відчуває, що гра відображає найгірші аспекти сучасного суспільства, сказавши в інтерв'ю, що вона є «блискучою карикатурою на наше скалічене, роз'єднане, фаст-фуд суспільство, замасковане під колекцію брудних жартів і ультранасильства». Майкл Сіммс, засновник Linux Game Publishing, також свого часу висловився з цього приводу, заявивши, що "хоча я не був фанатом ігрового процесу в Postal 2, мені сподобався меседж, який компанія намагалася донести до нас. Тому що ви можете грати в Postal 2 у найжорстокіший і живописний спосіб, але ви також можете грати в неї, не завдаючи шкоди жодній людині. Я не знаю нікого, хто б так грав, але мені подобається, що люди, які створили Postal, кажуть, що ви можете пройти цю гру без жодного насильства.

## Продажі
Postal 2 стала найшвидше продаваною грою на Linux Game Publishing за перший місяць і зробила значний внесок у подальшу прибутковість компанії.

## Заборона гри
У 2004 році Управління класифікації фільмів і літератури заборонило Postal 2 у Новій Зеландії, посилаючись на високий рівень насильства і жорстокості щодо тварин. Розповсюдження або придбання для особистого користування є кримінальним злочином, що карається до 10 років ув'язнення та штрафом у розмірі $50 000. В Австралії гра була заборонена Австралійською класифікаційною комісією у жовтні 2005 року, але в жовтні 2013 року заборону було тихо знято. У Швеції канцлер юстиції притягнув до суду місцевого дистриб'ютора гри. Його звинуватили в «незаконному зображенні насильства» — злочині, що підпадає під дію шведського закону про свободу слова. Суд закрив справу 12 грудня 2006 року. У травні 2016 року гру було видалено з німецької версії Steam, ймовірно, через її зміст.
У січні 2008 року троє дев'ятнадцятирічних підлітків були заарештовані після тритижневої серії підпалів і крадіжок в окрузі Ґастон, штат Північна Кароліна. Їхні злочини, очевидно, були натхненні діями, які можна було б здійснити в Postal 2.

## Екранізація
Хоча визнана адаптацією першої гри Postal, однойменна екранізація 2007 року режисера Уве Болла запозичила багато елементів з Postal 2, зокрема ляльку Кротчі, трейлерний парк, глушник для котів, магазин «Лакі Ганеш», терористів, а також дядька Дейва та його табір, серед інших. Гарі Коулман не був задіяний у цьому фільмі натомість Верн Троєр, який з'явився у фільмі в образі самого себе, виконав роль Коулмана у фільмі.
У 2013 році Болл анонсував другий фільм «Постал». У серпні 2013 року Болл оголосив, що фінансує виробництво «Постал 2» через Kickstarter, але в жовтні 2013 року проєкт було скасовано.

## В інших медіа
Сцени гри можна побачити в кліпі на сингл Black Eyed Peas «Where Is the Love?», де показані діти, які грають у цю гру. Пізніше Running With Scissors стверджували у твіттері в 2021 році, що їм заплатили за використання матеріалу з гри.